# Estado de Marchena

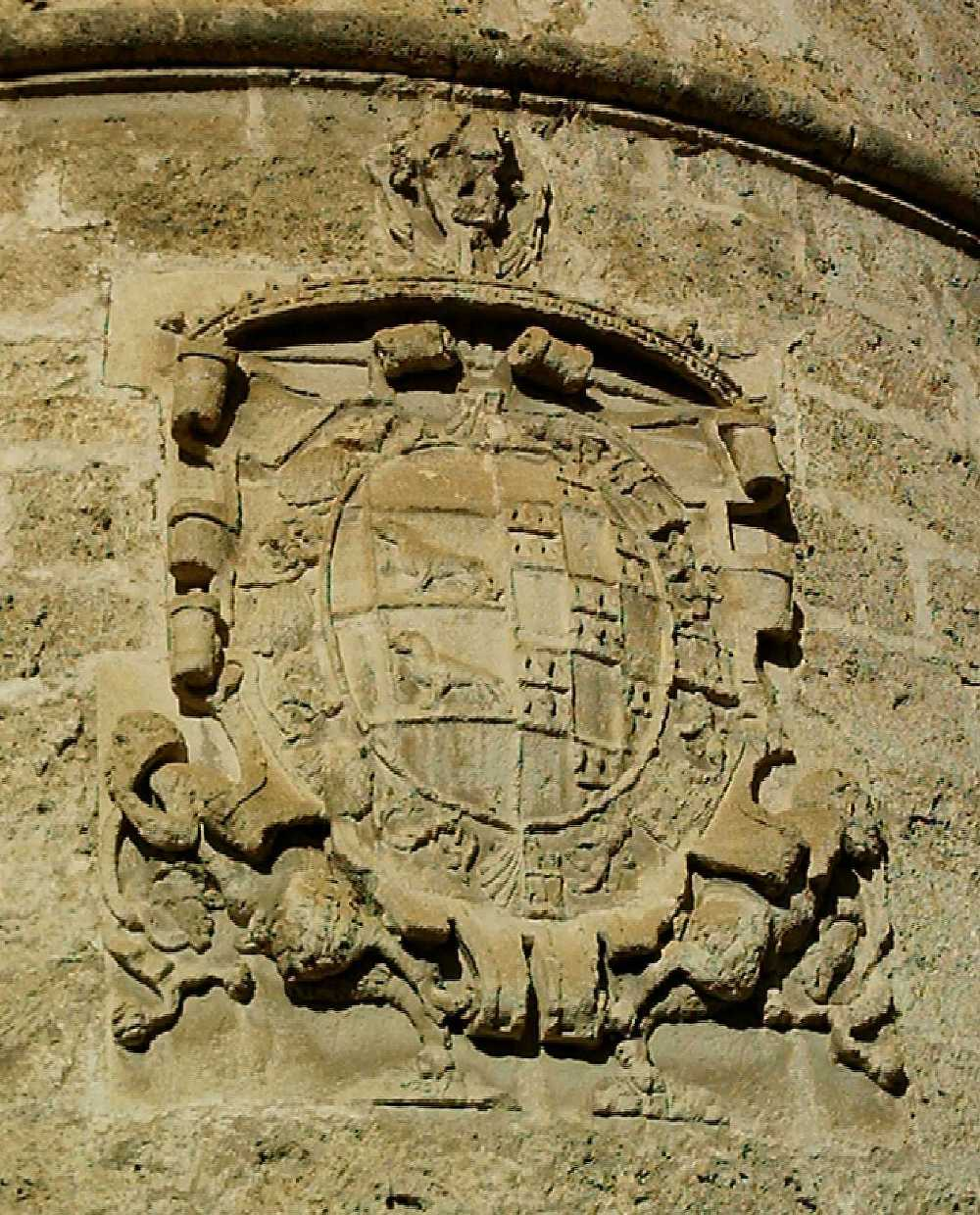
Labra heráldica con las armas de Cárdenas y Velasco situada en la torre del Convento de los Agustinos de Huécija mandado construir por Teresa de Enríquez, esposa del primer duque de Maqueda Diego de Cárdenas y Enríquez.

El Estado de Marchena fue un señorío español del reino de Granada, perteneciente al linaje "de Cárdenas" y situado en la antigua Taha de Marchena, cuyos lugares eran Alhabia, Alhama de Almería, Alicún, Alsodux, Bentarique, Huécija, Íllar, Instinción, Rágol y Terque, todos en la actual provincia de Almería. 
Cuando en 1656 don Bernardino de Cárdenas murió sin sucesión, el señorío pasó al mayorazgo de la casa de Arcos.

## Historia
Después de la rendición de Baza y la capitulación de Almería, la Taha de Marchena fue convertida en señorío el 23 de junio de 1497, pasando a manos de Gutierre de Cárdenas y Chacón al cual se le entregó como recompensa, siguiendo la costumbre de los Reyes Católicos de ceder señoríos a los nobles que participaron en la guerra. Los diez lugares que componían la taha de Marchena ahora convertida en señorío eran: Zodun (Alsodux), Alhabiati (Alhabia), Terque, Bentarico (Bentarique), Ylar (Íllar), Alhama, Estancihun (Instinción), Rágol, Alicún (posiblemente un barrio de Huécija) y Guezixa, (Huécija) que quedó como la capital y fue elevada a la categoría de villa junto con Terque. En Huécija donde residió el gobernador y el administrador de los señores de Cárdenas se construyó la Casa Palacio, de la que actualmente solo se conservan algunos muros y el Convento de los Agustinos, que fue mandado construir por Teresa Enríquez, esposa de Gutierre de Cárdenas y Chacón. Diego de Cárdenas y Enríquez fue el primer duque de Maqueda.